# プファルツ＝ノイブルク公

プファルツ＝ノイブルク
Pfalz-Neuburg

プファルツ＝ノイブルク公（Herzog von Pfalz-Neuburg）は、1505年に創設され1808年まで継承された、神聖ローマ帝国の領邦君主の称号である。歴代の公は帝国内の有力諸侯の一人であった。
プファルツ＝ノイブルク公が統治した領邦、すなわちプファルツ＝ノイブルク公領（Herzogtum Pfalz-Neuburg）またはプファルツ＝ノイブルク侯領（Fürstentum Pfalz-Neuburg）は、バイエルンのノイブルク・アン・デア・ドナウを首都とし、バイエルン地方に散在する面積合計約2,750平方キロメートルの地域であった。

## 歴史

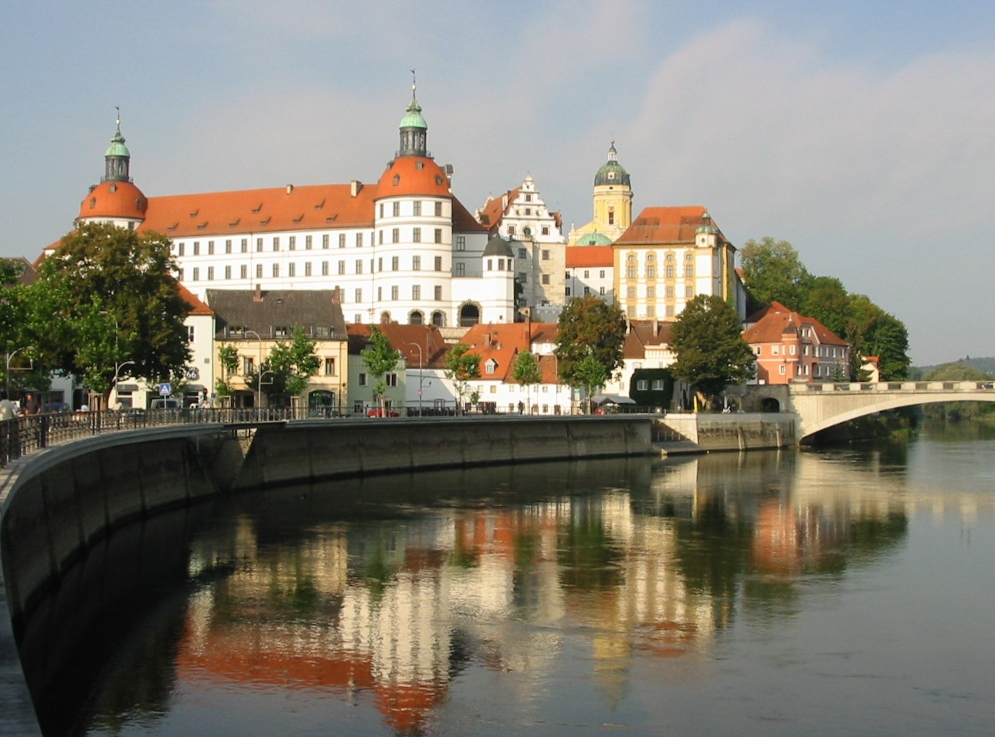
ドナウ川河畔のノイブルク宮殿

1503年に下バイエルン＝ランツフート公ゲオルクが死去すると、その遺領の相続を巡り、ゲオルクの娘エリーザベトの嫁ぎ先であるプファルツ選帝侯家と上バイエルン＝ミュンヘン公アルブレヒト4世（共にヴィッテルスバッハ家の別系統の家系）との間でランツフート継承戦争が勃発した。エリーザベトとその夫ループレヒトが病死した翌年の1505年に、神聖ローマ皇帝マクシミリアン1世の仲裁で戦争は終結した。アルブレヒト4世が領土の大半と下バイエルン＝ランツフート公位を継承したのに対し、エリーザベトの子（つまりゲオルクの外孫）のオットー・ハインリヒとフィリップには領土の残りの部分が与えられ、この幼い兄弟のため新たにプファルツ＝ノイブルク公位が創設された。
オットー・ハインリヒとフィリップは未成年であったため、父方の祖父であるプファルツ選帝侯フィリップが1508年の死去まで、次いで叔父のフリードリヒ2世が1522年まで摂政を務めた。その後、兄弟は共同して統治に当たったが、先にフィリップが死去し、オットー・ハインリヒが単独の公となった。オットー・ハインリヒは、1556年に死去した叔父フリードリヒ2世からプファルツ選帝侯位（及び選帝侯領）を継承する。
1557年、オットー・ハインリヒはプファルツ＝ノイブルク公領を、遠縁のプファルツ＝ツヴァイブリュッケン公ヴォルフガングに譲り渡した。ヴォルフガングは長男フィリップ・ルートヴィヒにプファルツ＝ノイブルク公を、次男ヨハン1世にプファルツ＝ツヴァイブリュッケン公を継がせた。1608年、フィリップ・ルートヴィヒはプロテスタント同盟の結成に参加する。
ユーリヒ＝クレーフェ＝ベルク公ヴィルヘルム5世の娘でヨハン・ヴィルヘルムの姉と結婚していたフィリップ・ルートヴィヒは、義弟が子を残さず1609年に死去したことから、その遺領の継承をめぐってブランデンブルク選帝侯ヨーハン・ジギスムントと争った。新教連合の諸侯がブランデンブルク側に就いたため、フィリップ・ルートヴィヒは対抗上カトリック連盟 (en) 側に移った。この争いは、1614年に両者がユーリヒ公国、ベルク公国とクレーフェ公国を分け合って終わった。フィリップ・ルートヴィヒの死後、長男のヴォルフガング・ヴィルヘルムがプファルツ＝ノイブルク公領を継承、ズルツバッハを次男アウグストが継承し分家した。ヒルポルトシュタインは3男ヨハン・フリードリヒが継承したが、1644年に子のないまま死去し、アウグストの家系が遺領を相続した。
ヴォルフガング・ヴィルヘルムの子フィリップ・ヴィルヘルムはプファルツ選帝侯カール2世が子を残さず死去、プファルツ＝ジンメルン家が断絶したためプファルツ選帝侯位も継承したが、2人の息子ヨハン・ヴィルヘルムとカール・フィリップが息子のないまま死去して、ヴォルフガング・ヴィルヘルムの家系は断絶、公位はアウグストの家系の傍系の生まれであるカール・フィリップ・テオドールへ受け継がれた。カール・フィリップ・テオドールはプファルツ選帝侯位、さらにはバイエルン選帝侯をも継承したが、子供がいなかったため、遠縁（最初の妻である従姉エリーザベト・アウグステの甥で、フィリップ・ルートヴィヒの末弟の子孫）のマクシミリアン・ヨーゼフへ選帝侯位と共に受け継がれた。マクシミリアン・ヨーゼフは1806年にバイエルン王に即位した後、1808年には公式にプファルツ＝ノイブルク公位を廃止し、王位に統合した。

## 歴代君主
- オットー・ハインリヒ（在位：1505年 - 1557年）
  - フィリップ（在位：1505年 - 1548年、兄と共治、途中で一時的に分割統治）
  - 摂政:フィリップ（1505年 - 1508年）
  - 摂政:フリードリヒ2世（1508年 - 1522年）
- ヴォルフガング（在位：1557年 - 1569年）
- フィリップ・ルートヴィヒ（在位：1569年 - 1614年）
- ヴォルフガング・ヴィルヘルム（在位：1614年 - 1653年）
- フィリップ・ヴィルヘルム（在位：1653年 - 1690年）
- ヨハン・ヴィルヘルム（在位：1690年 - 1716年）
- カール・フィリップ（在位：1716年 - 1742年）
- カール・フィリップ・テオドール（在位：1742年 - 1799年）
- マクシミリアン・ヨーゼフ（在位：1799年 - 1808年）

## 公領内の町
公領は多くの飛地で構成され、時代によりその領域も異なるが、おおよそ以下の7つの地域に分けることができる。

### ノイブルク周辺
オーバーバイエルン (OB)、シュヴァーヴェン (S)、ミッテルフランケン (MF) にまたがる地域。
- ノイブルク・アン・デア・ドナウ (Neuburg an der Donau) OB
- アイヒシュテット (Eichstätt) OB
- オッティング (Otting) S
- オーバーハウゼン(Oberhausen) OB
- タグメルスハイム (Tagmersheim) S
- ティッティング (Titting) OB
- ポルジンゲン (Polsingen) MF
- モンハイム (Monheim) S
- レンネルツホーフェン (Rennertshofen) OB

### ドナウヴェルトの西
ドナウヴェルトの西方（ドナウ川上流方面）に位置する地域。いずれもシュヴァーヴェンのディリンゲン・アン・デア・ドナウ郡に属する。
- グンデルフィンゲン・アン・デア・ドナウ (Gundelfingen an der Donau)
- ヘヒシュテット・アン・デア・ドナウ (Höchstädt an der Donau)
- ラウインゲン (Lauingen)

### レーゲンスブルクの北
レーゲンスブルクの北方。オーバープファルツのレーゲンスブルク郡、シュヴァンドルフ郡、ノイマルクト・イン・デア・オーバープファルツ郡、アンベルク＝ズルツバッハ郡、ニーダーバイエルンのケールハイム郡にまたがる地域。
- カールミュンツ (Kallmünz)
- シュヴァンドルフ (Schwandorf)
- シュミットミューレン (Schmidmühlen)
- トイブリッツ (Teublitz)
- パインテン (Painten)
- ブルクレンゲンフェルト (Burglengenfeld)
- ヘマウ (Hemau)
- ベラッツハイゼン (Beratzhausen)
- ループブルク (Lupburg)
- レーゲンスタウフ (Regenstauf)
- レーゲンドルフ (Regendorf) - 現ツァイトラルン (Zeitlarn) 内の地区

### ニュルンベルクの南
ニュルンベルクの南方に位置する地域。いずれもミッテルフランケンのロート郡に属する。
- アラースベルク (Allersberg)
- ハイデック (Heideck)
- ヒルポルトシュタイン (Hilpoltstein)

### ズルツバッハ周辺
ニュルンベルクの東方、ズルツバッハ周辺の地域。いずれもオーバープファルツのアンベルク＝ズルツバッハ郡に属する。
- アウエルバッハ・イン・デア・オーバープファルツ (Auerbach in der Oberpfalz)
- ウルゼンゾレン (Ursensollen)
- エッツェルヴァング (Etzelwang)
- ズルツバッハ＝ローゼンベルク (Sulzbach-Rosenberg)

### ヴァイデン周辺
郡独立市のヴァイデン以外は、オーバープファルツのノイシュタット・アン・デア・ヴァルトナープ郡に属する。
- ヴァイデン・イン・デア・オーバープファルツ (Weiden in der Oberpfalz)
- アルテンシュタット・アン・デア・ヴァルトナープ (Altenstadt an der Waldnaab)
- フロース (Floß)
- カルテンブルン(Kaltenbrunn) - 現ヴァイヘルハマー (Weiherhammer) 内の地区
- パルクシュタイン (Parkstein)
- ウォーエンシュトラウス (Vohenstrauß)
- ヴィンディッシェシェンバッハ (Windischeschenbach)

### パッサウの北西
パッサウの北西に位置する地域。ニーダーバイエルンのデッゲンドルフ郡とフライウング＝グラーフェナウ郡にまたがる。
- ラリング (Lalling)
- ニーダーアルタイヒ (Niederalteich)
- ザルデンブルク (Saldenburg)
- シェーンベルク (Schönberg)
- エッペンシュラーク (Eppenschlag)